# 蒲生芳郎
蒲生 芳郎（がもう よしろう、1928年12月4日 - 2011年）は、日本近代文学研究者、宮城学院女子大学名誉教授。

## 人物・来歴
山形師範学校で藤沢周平、松坂俊夫らと同人誌『砕氷船』に参加、東北大学仏文科を卒業後宮城県で高校教諭として教鞭を執る傍ら、森鷗外・夏目漱石など近代日本文学について論文を発表し、宮城学院女子大学教授となる。教授になってからは、山形師範同期の藤沢周平、東北大同期の山折哲雄とも親交を深めた。
「堺事件」論争では大岡昇平と駁論した。また、旧友藤沢周平についても著作を著したほか『カラマーゾフの兄弟』『戦争と平和』の縮訳まで出すなど異能の国文学者である。
晩年は、文学には必ずしも明るくない忙しい大人のため、大人が読むに堪える日本・世界文学の縮約本に情熱を燃やしたが、長年難病を患い、最終的には肺癌で没した。享年83。

## 著書
- 文学へのめざめ 読書指導の記録と展開 評論社 1969
- 森鴎外 その冒険と挫折 春秋社 1974
- 鴎外の歴史小説 その詩と真実 春秋社 1983
- 漱石を読む 自我の孤立と愛への渇き 洋々社 1984
- 鴎外・漱石・芥川 洋々社 1998
- 縮約カラマーゾフの兄弟・縮約戦争と平和 ドストエフスキイ・トルストイ みちのく書房 1998
- 藤沢周平「海坂藩」の原郷 小学館文庫 2002